# Llindes de cases de Maià de Montcal
Les Llindes de cases de Maià de Montcal és una obra de Maià de Montcal (Garrotxa) inclosa a l'Inventari del Patrimoni Arquitectònic de Catalunya.

## Descripció
Al poble de Maià de Montcal es conserven diverses cases amb inscripcions a les llindes que indiquen l'any en que es va construir o reformar i qui ho va fer fer.
Alguns exemples són:
- A l'habitatge del carrer Sant Vicenç nº 50 es pot llegir: "JOSEPH BRUGES 1793"[1]
- Al nº 55 del mateix carrer hi ha la següent inscripció: "SALVADOR TRIAS 1776"[1]
- Al nº34 hi ha: "1772 PERA VARDAGUER"[1]
- Al nº 59 es pot veure: "17 IS 72 AVE MARIA"[1]
- A Can Pep Vila, a la plaça Borda Nova nº 34 es pot llegir: "VICENS SABRESA 1782"[1]
- A la rectoria hi ha les següents inscripcions: "IONESIO FERE HEBDO MODARIUS 1618" i "R PELPVS BOXEDA SATA 1638"[1]

## Història
L'antic nucli del poble de Maià de Montcal es reunia a l'entorn de l'església parroquial, dedicada a Sant Vicenç. En el decurs de la segona dècada del segle xviii es construí un carrer de cases allunyades del centre medieval. Aquestes, han estat molt transformades i l'únic que conserven de remarcable són les llindes de la porta d'ingrés a l'habitatge.